# فرودگاه استکهلم (پاپوآ گینه نو)
فرودگاه استکهلم (پاپوآ گینه نو) (به انگلیسی: Stockholm Airport (Papua New Guinea)) یک فرودگاه همگانی با کد یاتا SMP است . این فرودگاه در شهر استکهلم کشور سوئد قرار دارد .